# جورج أندريزن
جورج أندريزن (بالإنجليزية: George Andreasen)‏ هو مخترِع أمريكي، ولد في 16 فبراير 1934 في فريمونت في الولايات المتحدة، وتوفي في 11 أغسطس 1989 بسبب ورم نخاعي متعدد.